# جيرالد بي. غرينبيرغ
جيرالد بي. غرينبيرغ (بالإنجليزية: Gerald B. Greenberg)‏ هو مونتير أمريكي، ولد في 29 يوليو 1936 في الولايات المتحدة، وتوفي في 22 ديسمبر 2017 في سانتا مونيكا في الولايات المتحدة بسبب سكتة.

## وصلات خارجية
- جيرالد بي. غرينبيرغ على موقع IMDb (الإنجليزية)
- جيرالد بي. غرينبيرغ على موقع ألو سيني (الفرنسية)
- جيرالد بي. غرينبيرغ على موقع قاعدة بيانات الأفلام السويدية (السويدية)
- جيرالد بي. غرينبيرغ على موقع قاعدة بيانات الفيلم (الإنجليزية)
- جيرالد بي. غرينبيرغ على موقع كينوبويسك (الروسية)